# 奥尔坦格
奥尔坦格（法語：Oltingue，法語發音：[ɔltɛ̃ɡ] ⓘ）是法国上莱茵省的一个市镇，位于该省中南部，属于阿尔特基什区。

## 地理
奥尔坦格（47°29'29"N, 7°23'30"E）面积13.42 平方千米，位于法国大東部大區上莱茵省，该省份为法国东部内陆省份，是阿尔萨斯的一部分，今与下莱茵省组成了阿尔萨斯欧洲集体，其北临下莱茵省，西接孚日省，西南接贝尔福地区省，东侧沿莱茵河与德国相望，南与瑞士接壤。
与奥尔坦格接壤的市镇（或旧市镇、城区）包括：莱门、贝特拉克、林斯多夫、菲斯利斯、布克斯维莱尔、拉埃代尔斯多尔、吕泰、比耶代尔塔、沃尔什维莱尔、利本斯维莱尔。
奥尔坦格的时区为UTC+01:00、UTC+02:00（夏令时）。

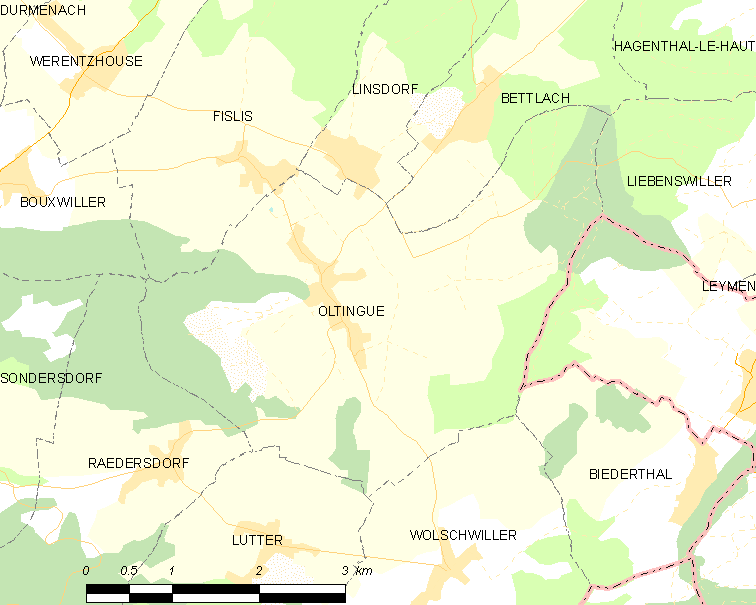
奥尔坦格的OSM定位图

## 行政
奥尔坦格的邮政编码为68480，INSEE市镇编码为68248。

## 政治
奥尔坦格所属的省级选区为阿尔特基什县。

## 人口

1962-2008年间奥尔坦格人口变化图示

奥尔坦格于2022年1月1日时的人口数量为684人。